# حارة الفقية سعد (كريتر)

تعديل مصدري - تعديل

حارة الفقية سعد هي إحدى حارات حي التلال الملتهبة الواقع بمديرية كريتر التابعة لمحافظة عدن، بلغ تعداد سكانها 1463 نسمة حسب تعداد اليمن لعام 2004.